# Alta Lake
Alta Lake är en sjö i Kanada.   Den ligger i provinsen British Columbia, i den sydvästra delen av landet, 3 500 km väster om huvudstaden Ottawa. Alta Lake ligger 641 meter över havet. Arean är 1,1 kvadratkilometer. Den sträcker sig 2,1 kilometer i nord-sydlig riktning, och 1,0 kilometer i öst-västlig riktning.
Följande samhällen ligger vid Alta Lake:
- Whistler (10 600 invånare)

I omgivningarna runt Alta Lake växer i huvudsak barrskog. Runt Alta Lake är det ganska tätbefolkat, med 56 invånare per kvadratkilometer.